# Biesern
Biesern ist ein Ortsteil der Gemeinde Seelitz im Landkreis Mittelsachsen in Sachsen. Der Ort wurde zum 1. Juli 1950 Steudten eingemeindet, das zum 1. Januar 1994 zur Gemeinde Seelitz kam.

## Geografie

### Geografische Lage und Verkehr

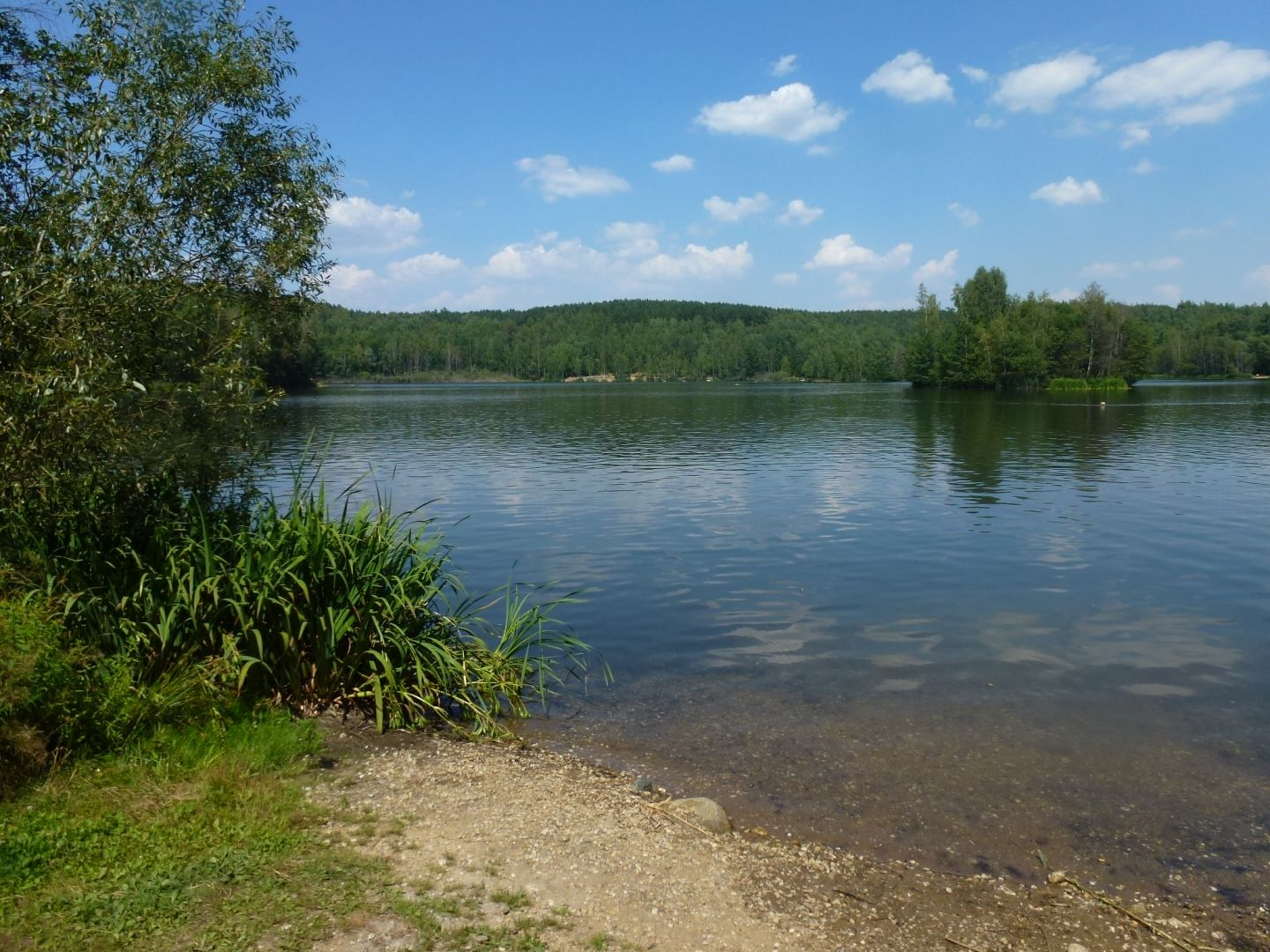
Sandgrube Biesern

Biesern liegt im Osten der Großgemeinde Seelitz. Westlich des Orts befindet sich die Zwickauer Mulde und östlich die Sandgrube Biesern, ein Bade- und Angelgewässer. In unmittelbarer Nähe südlich des Dorfes befindet sich der Bieserner Borstel, ein slawischer Ringwall aus dem frühen Mittelalter. Biesern liegt an der Via Porphyria.
Durch den Ort verläuft die Bundesstraße 107. Westlich von Biesern liegt die Trasse der inzwischen stillgelegten Bahnstrecke Glauchau–Wurzen, an welcher der Ort eine Ladestelle besaß.

### Nachbarorte
|         | Rochlitz, Zaßnitz                           |          |
| Sörnzig | Kompassrose, die auf Nachbargemeinden zeigt | Seelitz  |
|         | Steudten                                    | Zöllnitz |

## Geschichte

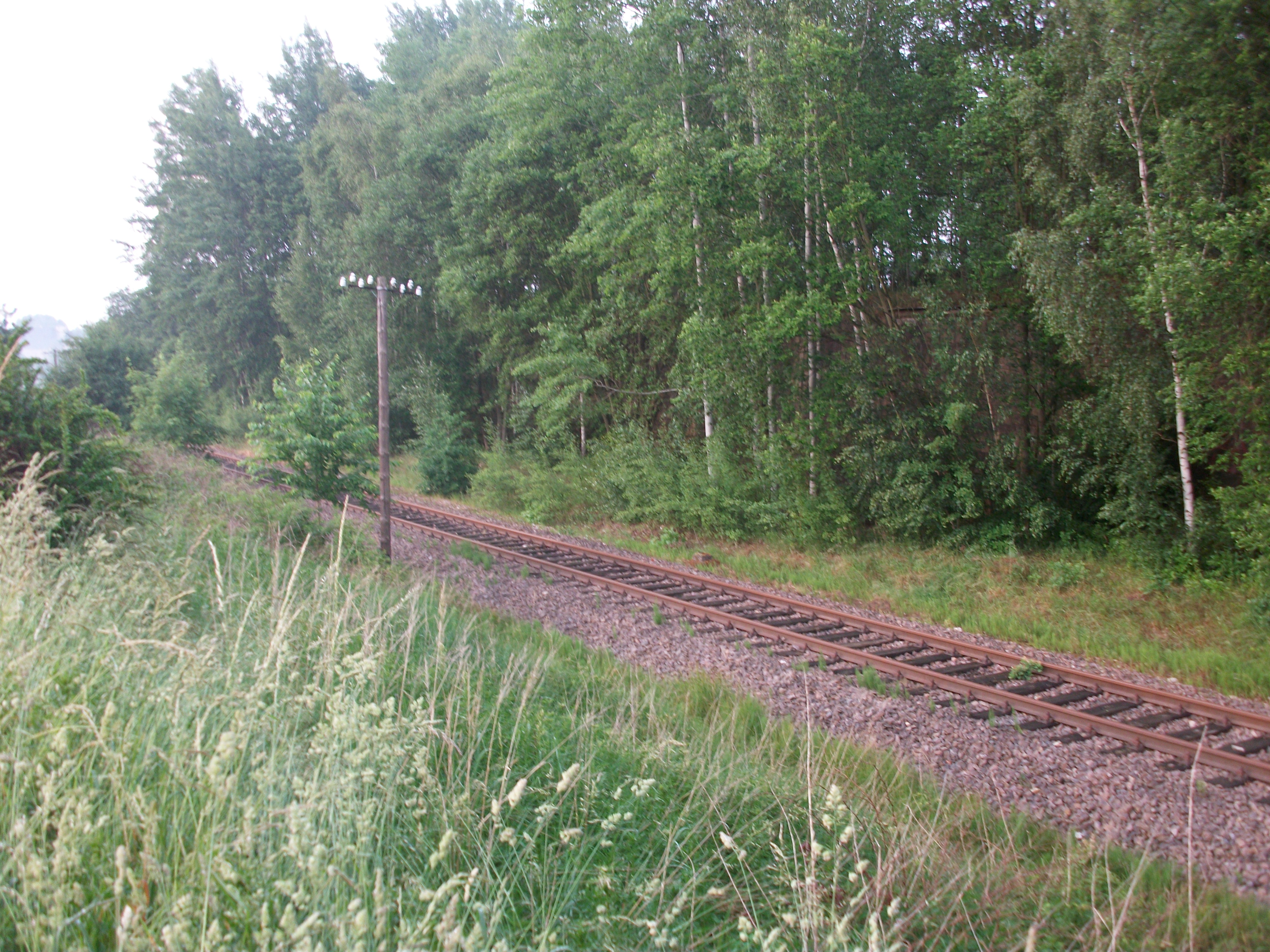
Ehemaliger Standort Biesern Ladestelle (2018)

Muldentalbahn bei Biesern, Blick nach Rochlitz (2019)

Biesern wurde erstmals im Jahr 1325 als „Weserym“ erwähnt. Die Gegend war bereits im  frühen Mittelalter besiedelt, was der Bieserner Borstel, ein slawischer Ringwall südlich von Biesern belegt. Bezüglich der Grundherrschaft gehörte Biesern um 1548 zum Rittergut Zetteritz, ab 1590 gehörte der Ort bis 1856 als Amtsdorf zum kursächsischen bzw. königlich-sächsischen Amt Rochlitz. Kirchlich ist Biesern seit jeher nach Seelitz gepfarrt.
Bei den im 19. Jahrhundert im Königreich Sachsen durchgeführten Verwaltungsreformen wurden die Ämter aufgelöst. Dadurch kam Biesern im Jahr 1856 unter die Verwaltung des Gerichtsamts Rochlitz und 1875 an die neu gegründete Amtshauptmannschaft Rochlitz in der Kreishauptmannschaft Leipzig. Mit der Eröffnung des Abschnitts Penig–Rochlitz führte die Bahnstrecke Glauchau–Wurzen (Muldentalbahn) westlich an Biesern vorbei. Der Ort erhielt jedoch keine eigene Station. Lediglich die Sandwerke Biesern erhielten eine bis 1977 betriebene Ladestelle.
Am 1. Juli 1950 erfolgte die Eingemeindung von Biesern nach Steudten. Bei der Auflösung der Länder und der Bildung der Bezirke sowie der zweiten Kreisreform in der DDR im Jahr 1952 wurde die Gemeinde Steudten Teil des Kreises Rochlitz im Bezirk Chemnitz (1953 in Bezirk Karl-Marx-Stadt umbenannt). 1990 wurde der Kreis als sächsischer Landkreis Rochlitz fortgeführt und ging 1994 im neu gebildeten Landkreis Mittweida auf, welcher wiederum 2008 zum Landkreis Mittelsachsen kam. Durch die Eingemeindung der Gemeinde Steudten nach Seelitz ist Biesern seit dem 1. Januar 1994 ein Ortsteil der Großgemeinde Seelitz.

## Kulturdenkmale
Zu den Kulturdenkmalen des Ortes siehe die Liste der Kulturdenkmale in Biesern.